# Vest (tøj)
 For alternative betydninger, se Vest. (Se også artikler, som begynder med Vest)
En vest er en beklædningsgenstand, som bæres på overkroppen. En vest er uden ærmer og har ofte en form for lukning på fronten. Veste af forskellige materialer og tykkelser benyttes til en række forskellige formål:
- Formel beklædning (typisk sammen med jakkesæt)
- Sikkerhedsveste
- Hobbyveste

## Historie
Vesten er en af de få typer beklædningsgenstande, som historikere kan datere præcist. Karl 2. af England introducerede den som en del af den korrekte beklædning efter Restaurationen i England i 1660. Den blev modeleret over tøj, som besøgende fra Abbas 1. af Persiens hof bar, da de besøgte England. På dette tidspunkt var vesten lang og havde skørter.
I de efterfølgende århundrede blev vesten båre i mange udgaver. I 1600- og 1700-tallet var et ofte spraglede farver, før man i 1800-tallet gik over til en mere begrænset farvepalet. Efter 1810 blev vestene korter og mindre overdådige.
Den engelsk kong Edward 7. siges at være oprethavsmanden bag traditionen med at efterlade den nederste knap i vest uknappet, som følge af et voksende livmål.
I begyndelsen af 1900-tallet var vesten en fast bestanddel i jakkesættet, som var det normale dagligdagstøj for de fleste mænd. Vesten tjente som et ekstra lag isolering, men i takt med centralvarme og generel bedre isolering af bygninger forsvandt vesten langsomt.
Ved VM i fodbold 2018 bar den engelske landstræner, Gareth Southgate, vest, hvilket fik denne øget beklædningsgenstandens popularitet kraftigt. Marks & Spencer, der var den officielle leverandør af jakkesæt til landsholdet, rapporterede om at øget salg på 35 % af veste efter Englands første fem kampe i turneringen.

## Formel beklædning
Vesten er en fast bestanddel af mandens mest formelle klædedragt i den vestlige tøjmode: kjole og hvidt. I starten af 1900-tallet kunne vesten være sort, hvis butterflyen også var det. I dag er vesten til denne dragt altid hvid og gerne vævet i piqué-stof. Vesten kan også bæres til smoking, og er da typisk sort.
En vest kan benyttes som en del af et tredelt jakkesæt. Oprindeligt var den en fast del af ethvert jakkesæt, men med tiden er den blevet en sjældenhed. I dag benyttes primært todelt jakkesæt bestående af matchende jakke og bukser. Til gengæld ses veste til tider uden matchende jakke og bukser i moderne beklædning.
Foran på en vest vil ofte to eller fire lommer, hvori tilbehør kan opbevares. Blandt typiske tilbehør er lommeur og monokel/binokel. Dette tilbehør fastgøres om muligt til et af vestens knaphuller ved hjælp af en kæde. Kæden hænger løst fra knaphullet over til lommen og vil være så lang, at genstanden kan holdes i hånden og dermed benyttes, mens den er fastgjort til vesten. Er der flere genstande, skal de fastgøres til samme knaphul.

## Sikkerhedsveste
Der benyttes flere forskellige typer sikkerhedsveste i professionel sammenhæng:
- Redningsveste
- Refleksveste
- Skudsikre veste

## Hobbyveste
Nogle veste er specielt beregnet til bestemte typer hobbyer:
- Fiskevest
- Jagtvest